# 梁敬魁
梁敬魁（1931年4月28日—2019年1月19日），男，福建福州人，中国物理化学家，中国科学院院士。

## 生平
1931年，出生于福建省福州，曾在福州第三中学学习，1955年7月毕业于厦门大学化学系。
1960年2月，获得获苏联科学院技术科学副博士学位。
1960年3月至1984年1月，在中国科学院物理研究所从事晶体学研究。
1984年2月至1987年7月，任中国科学院福建物质结构研究所所长。
1993年，当选为中国科学院院士。
2019年1月19日，梁敬魁在北京逝世，享年87岁。

## 学术贡献
梁敬魁长期在晶体结构化学、材料科学和固体物理三个学科的交叉领域方面做研究工作，对无机体系功能材料的合成、相关系和晶体结构的前沿性基础课题进行系统的研究，在多晶X射线晶体结构分析和点阵常数的精确测定方面有较高造诣。